# It'sSeg
A It’sSeg é uma empresa de consultoria brasileira, com sede em São Paulo (SP) e que oferece consultoria de benefícios e gerenciamento de risco para grandes empresas. Trata-se de uma marca da It'sSeg Company, uma companhia que atua no mercado corporativo oferecendo consultoria de benefícios para empresas de todo o Brasil . 
A It’sSeg Company foi fundada em 2014 pelo executivo Thomaz Cabral Menezes , ex-presidente da SulAmérica Seguros. A empresa, aliás, já nasceu como uma das 10 maiores corretoras de seguros do Brasil e, hoje, está entre as cinco principais do mercado.

## Áreas de atuação
- - Benefício saúde (pré-pagamento e planos administrados)
- - Benefício odontológico
- - Seguro de vida e acidentes pessoais

- - Seguros patrimoniais
- - Riscos empresariais / nomeados / operacionais
- - Responsabilidade Civil
- - Transportes
- - Garantia
- - Aeronáutico
- - Worksite
- - Automóvel Frota
- - D&O / E&O / RCP

## Prêmios
- 2016 - Prêmio Melhores do Seguro – Case premiado Gestão Integrada de Saúde[5]
- 2017 - Top 5 – Categoria Consultoria de Benefícios
- 2018 - Top 5 – Categoria Consultoria de Benefícios